# Tillenay
Tillenay ist eine französische Gemeinde mit 744 Einwohnern (Stand: 1. Januar 2022) im Département Côte-d’Or in der Region Bourgogne-Franche-Comté. Sie gehört zum Arrondissement Dijon und zum Kanton Auxonne. Die Einwohner werden Tiliniens genannt.

## Geographie
Tillenay liegt etwa 25 Kilometer südöstlich von Dijon. Die Saône begrenzt die Gemeinde im Osten. Umgeben wird Tillenay von den Nachbargemeinden Villers-les-Pots im Norden, Auxonne im Osten und Nordosten, Les Maillys im Süden, Pont im Westen und Südwesten sowie Champdôtre im Westen.

## Bevölkerungsentwicklung
| Jahr                       | 1962 | 1968 | 1975 | 1982 | 1990 | 1999 | 2006 | 2013 | 2019 |
| Einwohner                  | 480  | 479  | 455  | 452  | 476  | 501  | 605  | 760  | 746  |
| Quellen: Cassini und INSEE |      |      |      |      |      |      |      |      |      |

## Sehenswürdigkeiten

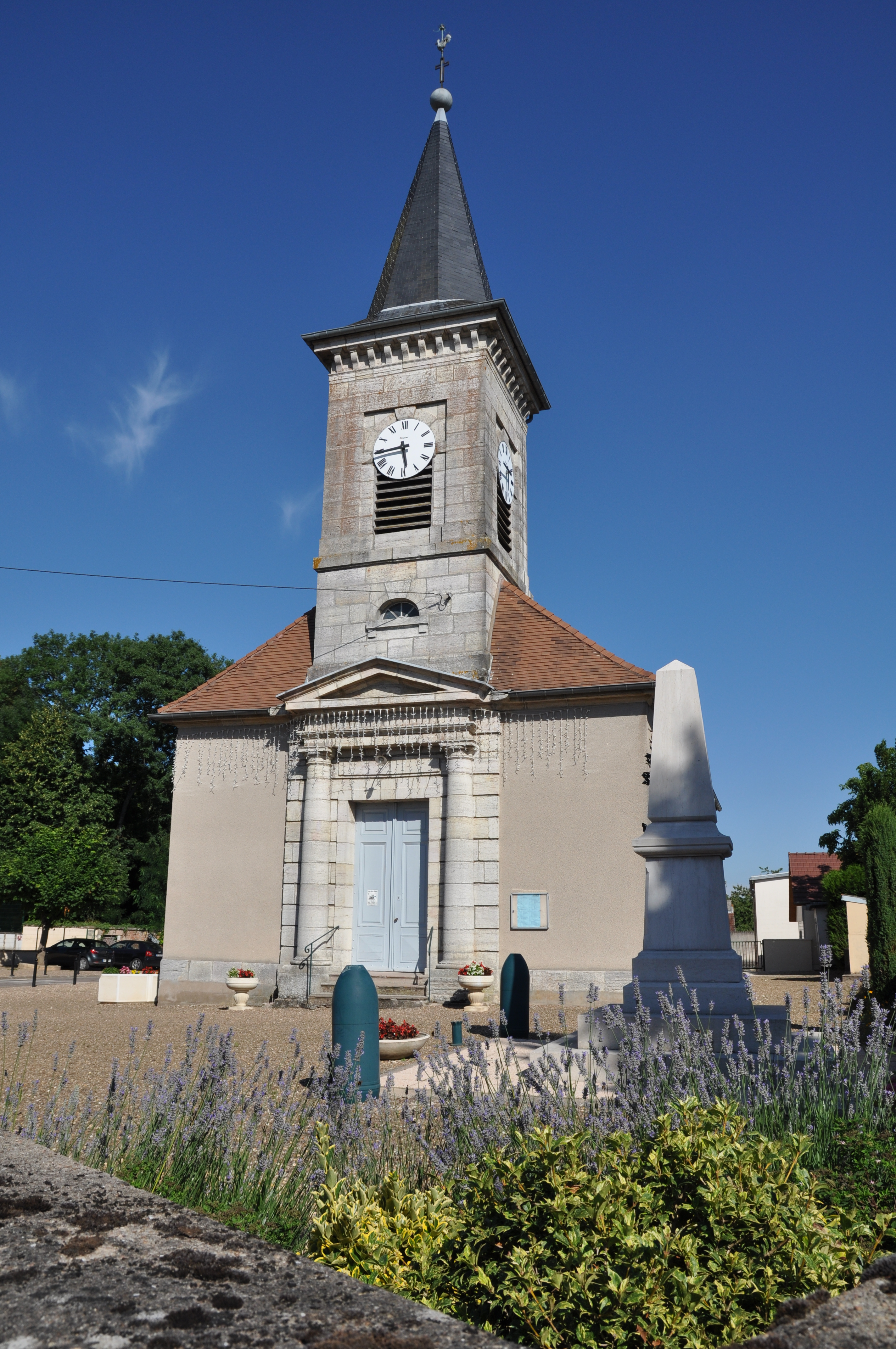
Kirche Saint-Denis

- Kirche Saint-Denis aus dem 19. Jahrhundert
- Empfangsgebäude des Bahnhofs Auxonne, Monument historique